# Agustina Guerrero
Agustina Guerrero   (Chacabuco, 20 de març de 1982), més coneguda com "La Volàtil", és una dissenyadora gràfica i il·lustradora argentina resident a Barcelona des de fa més de dotze anys.
El 2011 va crear el seu bloc autobiogràfic Diari d'una Volàtil, amb el qual va tenir un èxit immediat i va aconseguir milers de seguidors. El personatge de La Volàtil és una dona d'uns trenta anys que vesteix una samarreta a ratlles blanques i negres. Les seves històries són anècdotes de la vida quotidiana.
El 2013 va publicar "Nina, diario de una adolescente" (Montena), que ha estat traduït a diversos idiomes. Posteriorment ha publicat tres llibres que recullen la vida i les històries de La Volàtil.

## Obres
- Nina: diario de una adolescente (Montena, 2013)
- Diario de una Volátil (Lumen, 2014)
- La Volátil. Mamma mia! (Lumen, 2015) / La Volàtil. Mamma mia! (Rosa dels Vents, 2015)
- Érase una vez la Volàtil (Lumen, 2016) / Hi havia una vegada la volàtil (Rosa dels Vents, 2016)